# Storthyngura phyllosoma
Storthyngura phyllosoma là một loài chân đều trong họ Munnopsidae. Loài này được Just miêu tả khoa học năm 2001.